# Eems-Dollardkwestie

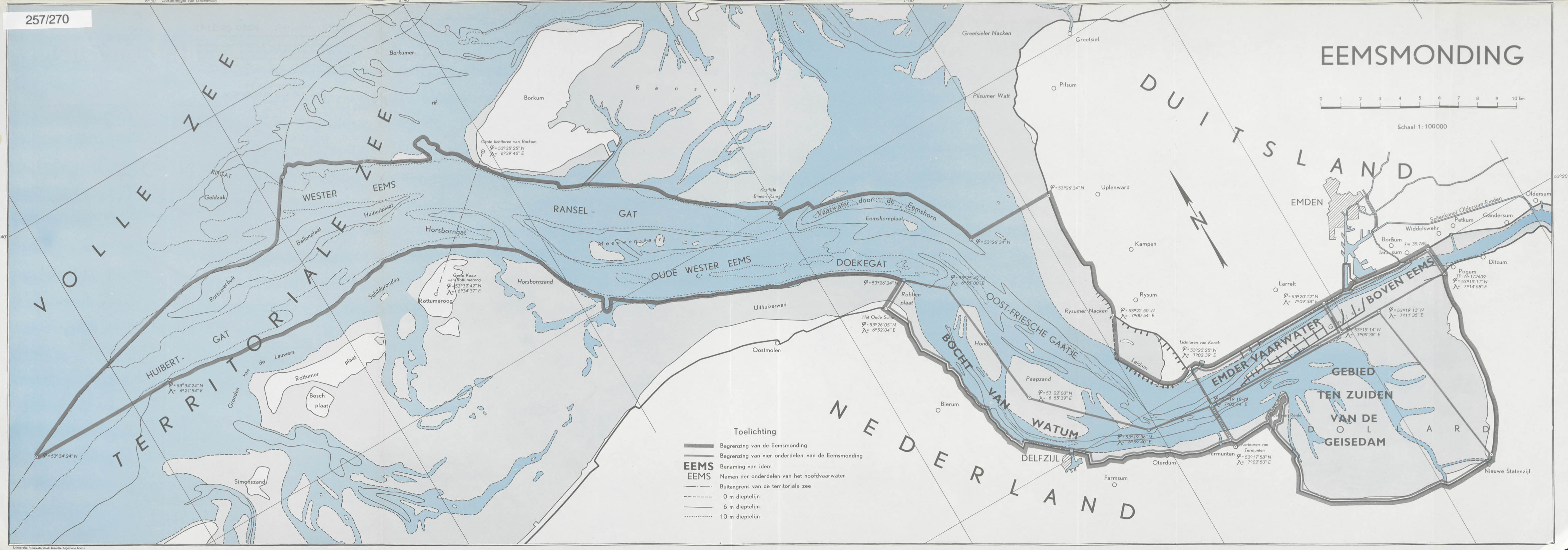
De kaart geeft de begrenzingen van de Eemsmonding weer, zoals vastgesteld in het Eems-Dollardverdrag. Slechts in een deel van het gebied zijn de grenzen betwist.

Met Eems-Dollardkwestie wordt een geschil tussen Nederland en Duitsland over het verloop van de Duits-Nederlandse grens in de Eemsmonding bedoeld.
Nederland verschilde van oudsher met Duitsland van mening over de loop van de zeegrens door de Eemsmonding vanaf de Dollard. Volgens de Nederlandse opvatting loopt die grens vanaf Nieuwe Statenzijl recht naar de Eems om daar het midden van de stroom te volgen. De grens snijdt hierbij de Geisedam, een leidam van de Eems. Volgens de Duitse opvatting is het Nederlandse deel kleiner en volgt de grens in de Eems de laagwaterlijn aan de Nederlandse kant, zodat de zandbank Hond en Paap Duits zouden zijn. Ook liggen naar Duitse opvatting kleine delen van de havenpieren van Delfzijl eigenlijk in Duitsland.
Duitsland beroept zich op een leenbrief uit 1464, waarin de graaf van Oost-Friesland van de Duitse keizer de hoogheid over zijn land verkrijgt 'von der Westeremse osterwards' (dus inbegrepen de Eems). Die hoogheid is volgens Nederland in de Franse tijd - na de inlijving van beide gebieden bij Frankrijk - vervallen. De grens zou volgens internationaal recht in het midden van de vaargeul moeten liggen.
De Bondsrepubliek is van mening dat het betwist gebied rechtmatig is verkregen en vervolgens in ongestoord langdurig bezit is gebleven. Er is derhalve geen reden tot wijziging van de situatie.
Een Eems-Dollardverdrag (1960) is nu de basis voor een aantal samenwerkingsovereenkomsten. Het verschil in opvatting heeft al een paar maal tot problemen geleid, onder andere over de verdeling van de baten van de gaswinning in dit gebied, en de regelgeving met betrekking tot de mosselvisserij in het gebied van de Hond en Paap. Over het algemeen is er echter sprake van een gemeenschappelijk beheer. Vertegenwoordigers van Rijkswaterstaat en het Duitse equivalent Wasserstraßen- und Schifffahrtsverwaltung des Bundes regelen daarin het uitbaggeren van de vaargeul, de markering van de vaarweg en andere zaken de scheepvaart betreffende. In 1996 kwam daarbij een regeling van de natuurstatus van het gebied in het zogenaamde milieuprotocol.